# チャンネル1 (ロシア)
チャンネル1（カナール1）もしくは第1チャンネル（ロシア語: Первый Канал）は、ロシア連邦のテレビ局。視聴シェアトップを争っている主要チャンネルの一つで、日本総務省の資料では視聴シェアは最も高いとしている。
国や国有企業からの出資比率が51%であるため国営放送ともいわれるが、ロシアの国営テレビ放送網としては（名称が似ているが全く別の放送団体である）ロシア1系列がある。本部はモスクワのオスタンキノ・テレビ技術センター（オスタンキノ放送技術センター）にある。ウラジスラフ・リスティエフ

## 概要
第1チャンネルは1995年4月1日、オスタンキノ第1チャンネル（ロシア語: 1-й канал Останкино）に代わって開局された。かつて第1チャンネルはソビエト社会主義共和国連邦テレビラジオ放送委員会が運営していた。1995年4月1日には全ロシア国営テレビ・ラジオ放送会社から完全分離し、非公開合資会社「ロシア公共テレビ」（ロシア語: ОРТ-Общественное Российское Телевидение）となり、2002年後半に現在の名称となる（2013年に新たなPublic Television of Russiaができている）。
24%の出資比率を持つ ORT-KB（ロシア語: ОРТ-КБ） は、新興財閥のロマン・アブラモヴィッチが所有する企業である。

## 日本国内での視聴
2018年5月現在、放送は公式サイトでも配信されており、日本からでも一部の番組がネット視聴可能となっている。ロシア語字幕機能（限られた番組のみ）、半日程度まで時間を戻して視聴する機能がある。また、多くの番組がアーカイブ化されている。ニュース・アーカイブは音声内容を文字化して掲載している（トピック別ニュース・アーカイブのみ）。他にもYouTube やアプリによる配信サービスがある。
2016年、第1チャンネル全世界ネットワークは、日本のホテルで放送する権利の譲渡に関して、ニューITベンチャー社との契約を締結した。同社はタイムゾーンの差を考慮し、複数のバージョンで190カ国にある現代的放送複合体より放送を行っている。